# Josep Rodríguez i Martínez
Josep Rodríguez i Martínez (Tortosa, 26 de juliol de 1896 - Tarragona, 8 d'agost de 1939) va ser un polític català, regidor i alcalde de Tortosa durant la Segona República i la Guerra Civil, executat víctima de la repressió durant la dictadura franquista.

## Biografia
Fuster de professió casat i amb dos fills, el gener de 1934 va ser escollit regidor de l'ajuntament de Tortosa per Esquerra Republicana de Catalunya (ERC). L'1 de febrer del mateix any, sent alcalde Josep Berenguer i Cros, Josep Rodríguez es va convertir en un dels quatre tinents d'alcalde de la localitat, tenint al seu càrrec la regidoria de sanitat i assistència social.
Després del cop d'estat del 18 de juliol de 1936 que va donar lloc a la Guerra Civil, va ser nomenat president del comitè local d'ERC i el 24 d'octubre va ser escollit alcalde de Tortosa, càrrec que va exercir fins al final de la guerra en la localitat, el gener de 1939, amb un parèntesi de maig a setembre de 1937 pels enfrontaments entre anarquistes i les autoritats civils. A causa dels bombardejos, a l'abril de 1938, en convertir-se Tortosa en zona del front de guerra, el consistori municipal es va traslladar al Perelló.
En finalitzar la guerra va marxar a Barcelona, però va tornar a Tortosa poc després, quan ja les tropes franquistes ocupaven la ciutat. Va ser detingut el 5 de març de 1939 i traslladat a la presó de Pilats a Tarragona el 28 d'abril d'aquell mateix any. Allí va ser sotmès a consell de guerra sumaríssim i condemnat a mort, i fou executat el 8 d'agost. Un petit carrer de Tortosa porta el seu nom.
Arran de la Llei 11/2017, del 4 de juliol, de reparació jurídica de les víctimes del franquisme, la sentència que el condemnà és nul·la de ple dret i el tribunal de l'Auditoria de Guerra que la va emetre il·legal.